# Lobado (Los Corrales de Buelna)
Lobado es uno de los barrios que conforman el núcleo de Los Corrales, capital del municipio de Los Corrales de Buelna, en Cantabria (España), situado bajo el monte Orza y frente el pico Gedo, en la carretera CA-802 que sube al pueblo de Collado.

## Demografía
En Lobado en 2022 había censadas 35 personas de las cuales eran varones 19 y mujeres 16.